# Crypsina prima
Crypsina prima är en tvåvingeart som beskrevs av Brauer och Julius Edler von Bergenstamm 1889. Crypsina prima ingår i släktet Crypsina och familjen parasitflugor. Inga underarter finns listade i Catalogue of Life.